# シデルノ
シデルノ（イタリア語: Siderno）は、イタリア共和国カラブリア州レッジョ・カラブリア県にある、人口約18,000人の基礎自治体（コムーネ）。

## 地理

### 位置・広がり

#### 隣接コムーネ
隣接するコムーネは以下の通り。
- アニャーナ・カーラブラ
- ジェラーチェ
- グロッテリーア
- ロクリ
- マンモラ

## 行政

### 分離集落
シデルノには、以下の分離集落（フラツィオーネ）がある。
- Campo, Donisi, Ferraro, Flavia, Fossicalì, Garino, Grappidaro, Gonìa, Lamia, Mirto , Oliveto, Pellegrina, Pezzillini, Salvi, San Policarpo, Siderno superiore, Trigoni, Vennarello, Zammariti

## 姉妹都市
- サンダーベイ、カナダオンタリオ州

同市には多数のイタリア移民が住む。